# Таппер, Джеймс
Джеймс Таппер (англ. James Tupper, род. 4 августа 1965) — канадский актёр.

## Карьера
Джеймс Таппер известен по своей роли Джека Слэттери в телесериале канала ABC «Люди в деревьях», в котором он снимался в 2006—2008 годах. Также он снялся в сериале «Милосердие» в 2008—2009 годах и появился в таких сериалах как «Девочки Гилмор», «Как я встретил вашу маму» и ряде других. В 2010—2011 годах у него была второстепенная роль в сериале «Анатомия страсти».
С 2011 по 2015 Таппер играет роль Дэвида Кларка, мертвого персонажа, с которым связана основная сюжетная линия в телесериале канала ABC «Месть». Осенью 2012 года он получил одну из центральных ролей в сериале канала NBC «Секретная жизнь мужей и жен».

## Личная жизнь
С 2007 года Таппер встречался с Энн Хеч, которая на тот момент ещё была замужем. В марте 2009 года у них появился ребёнок.